# 李杰墓
李杰墓，又名李杰墓石刻，位于中华人民共和国江苏省南京市雨花台風景区内东南侧、二忠祠以西，为明初开国功臣、镇国上将军李杰的墓葬石刻，原墓葬则已无迹可寻，2006年5月作为明孝陵的子项明功臣墓之一而入选第六批全国重点文物保护单位。

## 历史
李杰墓建于明洪武二年（1369年）。墓主李杰于元朝至顺二年（1331年）出生在河南江北行省寿春府霍丘县（今安徽省六安市霍邱县），元朝末期参与各地的起义军，后归附朱元璋政权。洪武元年（1368年）十二月李杰战死，翌年八月归葬于南京聚宝山下，洪武三十一年（1398年）明廷为他竖立墓碑。靖难之役后，李杰墓石刻成为罕见的未遭永乐朝君臣篡改的碑铭，并沉寂数百年无人问津。至中华民国时期，李杰墓的神道碑被历史学家朱希祖偶然发现，其存在才重新为世人所知。
中华人民共和国成立后，李杰墓于1957年8月被江苏省人民委员会公布为第二批江苏省文物保护单位，1982年8月以李杰墓石刻的名义被南京市人民政府公布为首批南京市文物保护单位。在1980年代前，李杰墓石刻一直位于中华门外的雨花村养回红自然村，1985年—1996年间，李杰墓历经了三次搬迁。1985年，因扩建宁溧公路，李杰墓被往正北方向迁移了47米；1993年因晨光机器厂（今南京晨光集团有限责任公司）扩建而东移50米，但仍被圈进机器厂的围墙之中；1996年为解决游人无法参观的问题，雨花台风景区将李杰墓迁移至景区境内。2006年5月，李杰墓作为明功臣墓之一，入选为全国重点文物保护单位——明孝陵的子项。

## 建筑
李杰墓的墓室已无迹可寻，现存一通高2.9米、宽1.17米、厚0.33米的神道碑，碑上为洪武三十一年（1398年）五月二十一日由宋濂所撰写的《宣武将军佥广武卫指挥使司事赠骠骑将军佥都督府事李公神道碑铭》，记载了李杰的生平和家世，碑额浮雕有云纹螭龙，高0.8米、宽1.2米、厚0.33米，其中阴刻篆文“企都督李公神道碑”，碑下的龟趺底座则高1.4米，长2.5米。
在李杰墓前，修建有一道长60米、宽1.8米的弧形墓道，墓道两侧则置有各式各样的石像生，包括石羊、石虎、石马（配有马夫）和石翁仲（均为武将）各一对。

## 图集
- 李杰墓的神道碑
- 李杰墓前的石虎
- 李杰墓前的神道和石翁仲
- 江苏省文物保护单位碑记